# Jeníkovice (kraj hradecki)
Jeníkovice – gmina w Czechach, w powiecie Hradec Králové, w kraju hradeckim. Według danych z dnia 1 stycznia 2013 liczyła 446 mieszkańców.